# Cine República
El Cine República fue una antigua sala de cine ubicada en el distrito de República de la ciudad de São Paulo, Brasil, justo frente a la plaza del mismo nombre. Fue considerado por mucho tiempo uno de los mejores cines de la ciudad y trajo varias innovaciones tecnológicas que atraían a su público objetivo, la aristocracia paulista.
El cine fue inaugurado en 1921 y se destacaba por el lujo y refinamiento de sus instalaciones. Su capacidad declarada era de 2,092 espectadores (1000 asientos en platea, 240 en palcos, 252 en camarotes y 600 en galerías.  En 1929, la sala pasó por refacciones que permitieran convertirlo en un cine sonoro. El República fue la tercera sala de cine de la ciudad con sonido luego del pionero Paramount y el Odeón. En 1936 fue cerrado debido a la alta competitividad entre las salas de cine. Tuvo una reapertura en 1937 contando con financiamiento público. En 1952, la administración del recinto pasó a la Empresa Cinematográfica Sur y tuvo una nueva reapertura convertido sólo en una platea que contaba con el mayor ecran del mundo hasta ese momento. En 1971 se inició con la demolición del edificio. Su última función fue a las 21 horas del 28 de mayo de 1978 cuando proyectó la primera película de la franquicia de la Guerra de las Galaxias. Actualmente, lo que quedó del edificio funciona como una sala de cine pornográfico.